# Michail Sivakoŭ
Michail Sjarheevič Sivakoŭ (in bielorusso Міхаіл Сяргеевіч Сівакоў?; traslitterazione anglosassone: Mikhail Sivakov; Minsk, 16 gennaio 1988) è un calciatore bielorusso, difensore o centrocampista svincolato.

## Caratteristiche tecniche
A inizio carriera ha giocato in tutti i ruoli del centrocampo, prediligendo quello di mezzala, centrocampista centrale, mediano e all'occorrenza è stato anche impiegato come esterno in un attacco a tre punte. Giocatore aggressivo e portato al pressing, è dotato di un buon tiro dalla distanza. Progressivamente con l'avanzare della carriera, e precisamente dal 2015 con l'approdo allo Zorja Luhans'k si è spostato in difesa affermandosi come centrale difensivo riuscendo anche ad affermarsi in quel ruolo nella sua nazionale bielorussa.

## Carriera

### Club
Cresciuto calcisticamente nello Smena Minsk, squadra della sua città, nel 2003 si trasferisce nel settore giovanile del BATĖ Borisov. Esordisce nel massimo campionato bielorusso il 16 giugno 2005 (BATE-Torpedo Zhodino 0-1). Con il BATE vince 3 campionati bielorussi e ha l'opportunità di mettersi in luce a livello internazionale debuttando in Coppa UEFA e in Champions League.
Nel gennaio 2009 viene acquistato dal Cagliari, che lo strappa alla concorrenza del Torino per circa 800.000 euro. Dopo qualche mese di ambientamento e alcuni problemi legati al transfer, esordisce in Serie A l'8 novembre 2009, negli ultimi minuti di Cagliari-Sampdoria, terminata 2-0.
Chiuso a centrocampo da una numerosa concorrenza, passa al Piacenza il 27 gennaio 2010 in prestito secco, mentre al suo posto si trasferisce in Sardegna Radja Nainggolan. Impiegato da Massimo Ficcadenti come esterno di centrocampo o d'attacco, realizza la sua prima rete in Italia il 20 febbraio 2010 contro l'AlbinoLeffe, e conclude la stagione con 15 presenze e 2 reti in campionato. Rientrato a Cagliari, viene nuovamente posto ai margini della rosa da Pierpaolo Bisoli prima e da Roberto Donadoni poi, e totalizza due sole presenze in campionato fino a gennaio. Il 29 gennaio 2011 viene ceduto in prestito fino al 30 giugno al Wisla Cracovia.
Contribuisce con 14 presenze e una rete alla conquista del campionato polacco, che aggiunge a quelli del 2006, 2007 e 2008 conquistati col BATE Borisov in Bielorussia. Terminato il prestito al Wisla fa ritorno al Cagliari, con il quale i rapporti peggiorano improvvisamente a causa del rifiuto di essere ceduto all'IFK Göteborg e per problemi tra Massimo Cellino e il procuratore del giocatore.
Il 25 agosto 2011 viene ceduto a titolo definitivo al Zulte Waregem, militante nel massimo campionato belga, con cui firma un contratto quadriennale. Vi rimane per una stagione, disputando 13 partite di campionato, e nell'agosto 2012 fa ritorno in Bielorussia, in prestito al BATE Borisov; lo stesso anno vince il campionato.. Nel gennaio 2013 l'S.V. Zulte Waregem annuncia la cessione a titolo definitivo del giocatore al BATE Borisov. Il 17 marzo 2013 vince la Supercoppa di Bielorussia (BATE - Naftan 1-0), siglando il gol della vittoria al 93º minuto. Con il BATE vince il suo quinto campionato bielorusso nel 2013.
Nel 2014 dopo una breve esperienza al Gomel con la quale ha disputato 14 partite mettendo a segno 2 gol viene acquistato dal Čornomorec', formazione della massima divisione del campionato ucraino.

### Nazionale

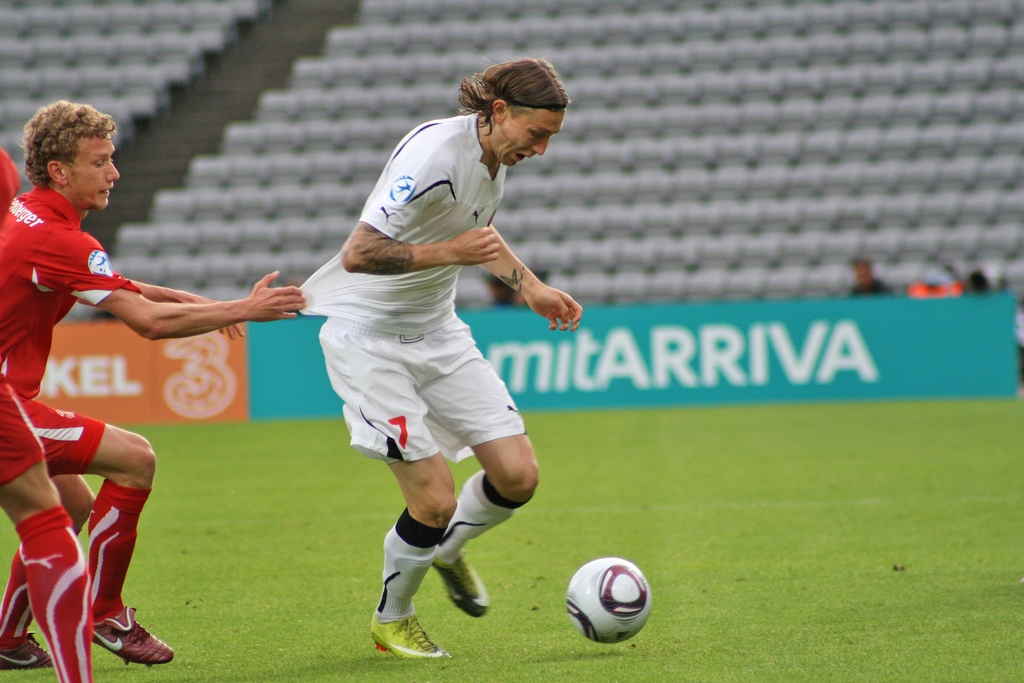
Sivakov con la maglia della nazionale Under-21

Sivakov ha militato in tutte le nazionali giovanili della Bielorussia, e con la nazionale Under-21 ha partecipato agli Europei del 2009 e del 2011. In quest'ultimo torneo dove la sua nazionale ha ottenuto un terzo posto è stato inserito nella lista dei migliori centrocampisti della manifestazione.
Il 2 giugno 2010 ha esordito nella nazionale maggiore in occasione dell'amichevole contro la Svezia, persa per 0-1, pur restando a disposizione della nazionale Under-21. Quattro anni dopo, nel 2014 racimola altre 2 presenze subentrando da mediano, contro Iran e Liechtenstein, ma è dall'anno successivo, con il nuovo ciclo per le qualificazioni al campionato europeo di calcio 2016 che incomincia a entrare in pianta stabile nei convocati e a disputare le partite da titolare, grazie all'arretramento a difensore centrale. Il 9 giugno 2017, contro la Bulgaria nelle qualificazioni a Russia 2018 realizza il suo primo gol in nazionale.

## Statistiche

### Presenze e reti nei club
Statistiche aggiornate al 28 agosto 2022.
| Stagione            | Squadra             | Campionato          | Campionato | Campionato | Coppe nazionali | Coppe nazionali | Coppe nazionali | Coppe continentali | Coppe continentali | Coppe continentali | Altre coppe | Altre coppe | Altre coppe | Totale | Totale |
| Stagione            | Squadra             | Comp                | Pres       | Reti       | Comp            | Pres            | Reti            | Comp               | Pres               | Reti               | Comp        | Pres        | Reti        | Pres   | Reti   |
| ------------------- | ------------------- | ------------------- | ---------- | ---------- | --------------- | --------------- | --------------- | ------------------ | ------------------ | ------------------ | ----------- | ----------- | ----------- | ------ | ------ |
| 2005                | BATĖ Borisov        | VL                  | 2          | 0          | CB              | 0               | 0               | CU                 | 0                  | 0                  |             | -           | -           | 2      | 0      |
| 2006                | BATĖ Borisov        | VL                  | 1          | 0          | CB              | 0               | 0               | CU                 | 1                  | 0                  |             | -           | -           | 2      | 0      |
| 2007                | BATĖ Borisov        | VL                  | 10         | 1          | CB              | 0               | 0               | UCL+CU             | 3+1                | 0                  |             | -           | -           | 14     | 1      |
| 2008                | BATĖ Borisov        | VL                  | 23         | 3          | CB              | 7               | 0               | UCL                | 11                 | 0                  |             | -           | -           | 41     | 3      |
| gen.-giu. 2009      | Cagliari            | A                   | 0          | 0          | CI              | -               | -               |                    | -                  | -                  |             | -           | -           | 0      | 0      |
| 2009-gen.2010       | Cagliari            | A                   | 1          | 0          | CI              | 0               | 0               |                    | -                  | -                  |             | -           | -           | 1      | 0      |
| gen.-giu.2010       | Piacenza            | B                   | 15         | 2          | CI              | -               | -               |                    | -                  | -                  |             | -           | -           | 15     | 2      |
| 2010-gen.2011       | Cagliari            | A                   | 2          | 0          | CI              | 1               | 0               |                    | -                  | -                  |             | -           | -           | 3      | 0      |
| Totale Cagliari     | Totale Cagliari     | Totale Cagliari     | 3          | 0          |                 | 1               | 0               |                    |                    |                    |             | -           | -           | 4      | 0      |
| gen.-giu. 2011      | Wisla Cracovia      | E                   | 14         | 1          | CP              | 2               | 0               | UEL                | -                  | -                  |             | -           | -           | 16     | 1      |
| 2011-2012           | Zulte Waregem       | JL                  | 14         | 0          | CB              | 2               | 1               | -                  | -                  | -                  |             | -           | -           | 16     | 1      |
| ago.-nov. 2012      | BATĖ Borisov        | VL                  | 7          | 0          | CB              | 2               | 0               | UCL+UEL            | 7+0                | 0                  | SB          | -           | -           | 16     | 0      |
| 2013                | BATĖ Borisov        | VL                  | 19         | 0          | CB              | 0               | 0               | UCL                | 1                  | 0                  | SB          | 1           | 1           | 21     | 1      |
| Totale BATE Borisov | Totale BATE Borisov | Totale BATE Borisov | 62         | 4          |                 | 9               | 0               |                    | 24                 | 0                  |             | 1           | 1           | 96     | 5      |
| mar. 2014           | Gomel               | -                   | -          | -          | CB              | 1               | 0               |                    | -                  | -                  |             | -           | -           | 1      | 0      |
| mar.-lug. 2014      | Gomel               | VL                  | 14         | 2          | CB              | -               | -               |                    | -                  | -                  |             | -           | -           | 14     | 2      |
| Totale Gomel        | Totale Gomel        | Totale Gomel        | 14         | 2          |                 | 1               | 0               |                    |                    |                    |             |             |             | 15     | 2      |
| 2014-2015           | Čornomorec'         | PL                  | 6          | 1          | CU              | 1               | 0               | UEL                | 2                  | 0                  |             | -           | -           | 9      | 1      |
| gen.-giu. 2015      | FK Qəbələ           | PL                  | 12         | 0          | AK              | 0               | 0               |                    | -                  | -                  |             | -           | -           | 12     | 0      |
| 2015-2016           | Zorja               | PL                  | 22         | 1          | CU              | 6               | 0               | UEL                | 4                  | 0                  |             | -           | -           | 17     | 1      |
| 2016-gen.2017       | Zorja               | PL                  | 14         | 0          | CU              | 1               | 1               | UEL                | 5                  | 0                  |             | -           | -           | 20     | 1      |
| Totale Zorja        | Totale Zorja        | Totale Zorja        | 36         | 1          |                 | 7               | 1               |                    | 9                  | 0                  | -           | -           | -           | 52     | 2      |
| gen.-giu. 2017      | Orenburg            | PL                  | 12+2       | 0          | -               | -               | -               | -                  | -                  | -                  | -           | -           | -           | 14     | 0      |
| 2017-2018           | Amkar Perm'         | PL                  | 25+2       | 1+0        | CR              | 3               | 1               | -                  | -                  | -                  | -           | -           | -           | 30     | 1      |
| 2018-2019           | Orenburg            | PL                  | 22         | 1          | CR              | 2               | 0               | -                  | -                  | -                  | -           | -           | -           | 24     | 1      |
| 2019-2020           | Orenburg            | PL                  | 19         | 0          | CR              | 2               | 0               | -                  | -                  | -                  | -           | -           | -           | 21     | 0      |
| 2020-2021           | Orenburg            | PFN Ligi            | 37         | 2          | CR              | 1               | 0               | -                  | -                  | -                  | -           | -           | -           | 38     | 2      |
| 2021-2022           | Orenburg            | PFN Ligi            | 27+1       | 2+0        | CR              | 0               | 0               | -                  | -                  | -                  | -           | -           | -           | 28     | 2      |
| 2022-2023           | Orenburg            | PL                  | 6          | 0          | CR              | 0               | 0               | -                  | -                  | -                  | -           | -           | -           | 6      | 0      |
| Totale Orenburg     | Totale Orenburg     | Totale Orenburg     | 126        | 5          |                 | 5               | 0               |                    | -                  | -                  | -           | -           | -           | 131    | 5      |
| Totale carriera     | Totale carriera     | Totale carriera     | 333        | 17         |                 | 23              | 3               |                    | 35                 | 0                  |             | 1           | 1           | 392    | 21     |

### Cronologia presenze e reti in nazionale
| Cronologia completa delle presenze e delle reti in nazionale ― Bielorussia | Cronologia completa delle presenze e delle reti in nazionale ― Bielorussia | Cronologia completa delle presenze e delle reti in nazionale ― Bielorussia | Cronologia completa delle presenze e delle reti in nazionale ― Bielorussia | Cronologia completa delle presenze e delle reti in nazionale ― Bielorussia | Cronologia completa delle presenze e delle reti in nazionale ― Bielorussia | Cronologia completa delle presenze e delle reti in nazionale ― Bielorussia | Cronologia completa delle presenze e delle reti in nazionale ― Bielorussia |
| Data                                                                       | Città                                                                      | In casa                                                                    | Risultato                                                                  | Ospiti                                                                     | Competizione                                                               | Reti                                                                       | Note                                                                       |
| -------------------------------------------------------------------------- | -------------------------------------------------------------------------- | -------------------------------------------------------------------------- | -------------------------------------------------------------------------- | -------------------------------------------------------------------------- | -------------------------------------------------------------------------- | -------------------------------------------------------------------------- | -------------------------------------------------------------------------- |
| 2-6-2010                                                                   | Minsk                                                                      | Bielorussia                                                                | 0 – 1                                                                      | Svezia                                                                     | Amichevole                                                                 | -                                                                          | 75’ 84’                                                                    |
| 18-5-2014                                                                  | Minsk                                                                      | Bielorussia                                                                | 0 – 0                                                                      | Iran                                                                       | Amichevole                                                                 | -                                                                          | 46’                                                                        |
| 21-5-2014                                                                  | Vaduz                                                                      | Liechtenstein                                                              | 1 – 5                                                                      | Bielorussia                                                                | Amichevole                                                                 | -                                                                          | 60’                                                                        |
| 5-9-2015                                                                   | Leopoli                                                                    | Ucraina                                                                    | 3 – 1                                                                      | Bielorussia                                                                | Qual. Euro 2016                                                            | -                                                                          | 40’ 46’                                                                    |
| 8-9-2015                                                                   | Borisov                                                                    | Bielorussia                                                                | 2 – 0                                                                      | Lussemburgo                                                                | Qual. Euro 2016                                                            | -                                                                          |                                                                            |
| 9-10-2015                                                                  | Žilina                                                                     | Slovacchia                                                                 | 0 – 1                                                                      | Bielorussia                                                                | Qual. Euro 2016                                                            | -                                                                          |                                                                            |
| 12-10-2015                                                                 | Borisov                                                                    | Bielorussia                                                                | 0 – 0                                                                      | Macedonia                                                                  | Qual. Euro 2016                                                            | -                                                                          |                                                                            |
| 25-3-2016                                                                  | Erevan                                                                     | Armenia                                                                    | 0 – 0                                                                      | Bielorussia                                                                | Qual. Euro 2016                                                            | -                                                                          |                                                                            |
| 27-5-2016                                                                  | Belfast                                                                    | Irlanda del Nord                                                           | 3 – 0                                                                      | Bielorussia                                                                | Amichevole                                                                 | -                                                                          | 38’ 81’                                                                    |
| 31-5-2016                                                                  | Cork                                                                       | Irlanda                                                                    | 1 – 2                                                                      | Bielorussia                                                                | Amichevole                                                                 | -                                                                          | 84’                                                                        |
| 31-8-2016                                                                  | Oslo                                                                       | Norvegia                                                                   | 0 – 1                                                                      | Bielorussia                                                                | Amichevole                                                                 | -                                                                          | 75’                                                                        |
| 6-9-2016                                                                   | Barysaŭ                                                                    | Bielorussia                                                                | 0 – 0                                                                      | Francia                                                                    | Qual. Mondiali 2018                                                        | -                                                                          | 56’                                                                        |
| 7-10-2016                                                                  | Rotterdam                                                                  | Paesi Bassi                                                                | 4 – 1                                                                      | Bielorussia                                                                | Qual. Mondiali 2018                                                        | -                                                                          |                                                                            |
| 28-3-2017                                                                  | Skopje                                                                     | Macedonia                                                                  | 3 – 0                                                                      | Bielorussia                                                                | Amichevole                                                                 | -                                                                          | 84’                                                                        |
| 1-6-2017                                                                   | Neuchâtel                                                                  | Svizzera                                                                   | 1 – 0                                                                      | Bielorussia                                                                | Amichevole                                                                 | -                                                                          |                                                                            |
| 9-6-2017                                                                   | Barysaŭ                                                                    | Bielorussia                                                                | 2 – 1                                                                      | Bulgaria                                                                   | Qual. Mondiali 2018                                                        | 1                                                                          |                                                                            |
| 31-8-2017                                                                  | Lussemburgo                                                                | Lussemburgo                                                                | 1 – 0                                                                      | Bielorussia                                                                | Qual. Mondiali 2018                                                        | -                                                                          |                                                                            |
| 3-9-2017                                                                   | Borisov                                                                    | Bielorussia                                                                | 0 – 4                                                                      | Svezia                                                                     | Qual. Mondiali 2018                                                        | -                                                                          |                                                                            |
| 27-3-2018                                                                  | Lubiana                                                                    | Slovenia                                                                   | 0 – 2                                                                      | Bielorussia                                                                | Amichevole                                                                 | -                                                                          |                                                                            |
| 6-6-2018                                                                   | Brėst                                                                      | Bielorussia                                                                | 1 – 1                                                                      | Ungheria                                                                   | Amichevole                                                                 | -                                                                          |                                                                            |
| 12-10-2018                                                                 | Minsk                                                                      | Bielorussia                                                                | 1 – 0                                                                      | Lussemburgo                                                                | UEFA Nations League 2018-2019 - 1º turno                                   | -                                                                          |                                                                            |
| 15-10-2018                                                                 | Minsk                                                                      | Bielorussia                                                                | 0 – 0                                                                      | Moldavia                                                                   | UEFA Nations League 2018-2019 - 1º turno                                   | -                                                                          |                                                                            |
| 15-11-2018                                                                 | Lussemburgo                                                                | Lussemburgo                                                                | 0 – 2                                                                      | Bielorussia                                                                | UEFA Nations League 2018-2019 - 1º turno                                   | -                                                                          |                                                                            |
| 21-3-2019                                                                  | Rotterdam                                                                  | Paesi Bassi                                                                | 4 – 0                                                                      | Bielorussia                                                                | Qual. Euro 2020                                                            | -                                                                          |                                                                            |
| 24-3-2019                                                                  | Belfast                                                                    | Irlanda del Nord                                                           | 2 – 1                                                                      | Bielorussia                                                                | Qual. Euro 2020                                                            | -                                                                          |                                                                            |
| Totale                                                                     |                                                                            | Presenze                                                                   | 25                                                                         |                                                                            | Reti                                                                       | 1                                                                          |                                                                            |

## Palmarès

### Club

#### Competizioni nazionali
- Coppa di Bielorussia: 1

BATĖ Borisov: 2005-2006
- Campionato bielorusso: 5

BATĖ Borisov: 2006, 2007, 2008, 2012, 2013
- Campionato polacco: 1

Wisła Cracovia: 2010-2011
- Supercoppa di Bielorussia: 1

BATĖ Borisov: 2013

### Individuale
- Inserito nella selezione UEFA dell'Europeo Under-21: 1

Danimarca 2011